# Бельский, Иван Владимирович
Ива́н Влади́мирович Бе́льский (бел. Іван Уладзіміравіч Бельскі; ум. около 1450) — родоначальник Бельских. 1-й князь бельский (1420—1435, 1440 — ок. 1450), князь-наместник новгородский (1444—1445), второй сын князя киевского, копыльского и слуцкого Владимира Ольгердовича и внук великого князя литовского Ольгерда Гедиминовича. Братья — Олелько (Александр) Владимирович, князь киевский, и Андрей Владимирович, князь логожский.

## Биография
После смерти Владимира Ольгердовича, князя копыльского и слуцкого, ему наследовал старший сын Олелько Владимирович. Его младшие братья Иван и Андрей не получили удела. Иван Владимирович участвовал в военных кампаниях своего двоюродного дяди, великого князя литовского Витовта Кейстутовича (1392—1430). В 1408 году Иван принимал участие в походе Витовта на Угру против великого князя московского Василия I Дмитриевича.
В 1420 году Иван Владимирович получил в удельное владение от Витовта город Белую на Смоленщине. После этого Иван Владимирович стал именоваться Бельским.
В 1430 году после смерти Витовта и вступления на литовский великокняжеский престол Свидригайло Ольгердовича (1430—1432) князь Иван Владимирович Бельский стал активным сторонником последнего. В 1432 году участвовал в подписании мирного договора с Тевтонским орденом.

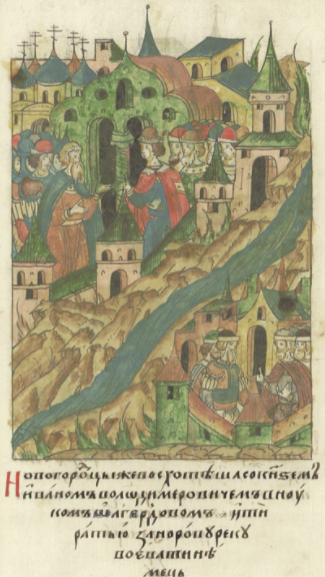
Новгородцы и Иван Владимирович Бельский планирую поход на немцев

В 1432—1435 годах князь Иван Владимирович Бельский со своей дружиной сражался на стороне своего дяди Свидригайло Ольгердовича против нового великого князя литовского Сигизмуна Кейстутовича (1432—1440), которого поддерживало Польское королевство.
В 1435 году Свидригайло потерпел сокрушительное поражение от польско-литовской армии Сигизмунда Кейстутовича в битве под Вилькомиром. Среди многочисленных русско-литовских князей и бояр, сторонников Свидригайло, взятых в плен, находился Иван Владимирович Бельский. По распоряжению Сигизмунда Иван Владимирович Бельский был заключён в темницу, где провёл пять лет.
В 1440 году после убийства великого князя литовского Сигизмунда Кейстутовича и вступления на литовский великокняжеский престол Казимира Ягеллона Иван Владимирович Бельский был освобождён из тюремного заключения и получил назад конфискованное Бельское княжество.
Летом 1444 года по приглашению новгородцев литовский удельный князь Иван Владимирович Бельский приехал в Новгород и получил пригороды, бывшее ранее за Семёном Ольгердовичем и его сыном Юрием Мстиславским. Зимой 1444—1445 годов Иван Бельский в ходе идущей войны с Ливонией во главе новгородского войска выступил в поход на ливонские владения за Нарову, но из-за конского падежа поход закончился неудачно.
Летом 1445 года новгородцы изгнали князя Ивана Бельского, и тот вернулся в Великое княжество Литовское. Здесь он получил от великого князя литовского Казимира обратно свой удел — город Белую. В 1448 году Иван Владимирович Бельский захватил город Ржеву, но тверичам удалось быстро отвоевать город. Иван Владимирович положил начало княжескому роду Бельских.

## Семья
Иван Владимирович Бельский был женат с 1422 года на княжне Василисе Гольшанской, дочери князя Андрея Ивановича Гольшанского и Александры Дмитриевны Друцкой. Супруги имели шестерых сыновей и двух дочерей.  
Дети: 
•Иван Иванович Большой Бельский
•Михаил Иванович Бельский
•Семен Иванович Бельский
•Фёдор Иванович Бельский￼
•Иван Иванович Меньшой Бельский 
•Роман Иванович Бельский
Иван Иванович Меньшой Бельский
•Анна Ивановна Бельская (жена князя Болеслава II Цешинского) 
•Анастасия Ивановна Бельская (жена Ивана Ходкевича)
Родной сестрой Василисы была польская королева Софья Гольшанская (ок. 1405—1461), с 1422 года четвёртая жена короля польского Владислава Ягелло (1386—1434).